# Shawn Horcoff
Shawn Paul Horcoff, född 17 september 1978, är en kanadensisk före detta professionell ishockeyspelare (center). Han draftades i den fjärde rundan som 99:e spelare totalt i NHL-draften 1998 av Edmonton Oilers, med vilka han spelade 11 säsonger för och var lagkapten i tre säsonger. Han är för närvarande Director of Player Development för Detroit Red Wings.

## Spelarkarriär

### College
Horcoff spelade sin första collegesäsong med Michigan State University i CCHA 1996. Efter en respektabel första säsong där han ansågs vara en utmanare till CCHA All-Rookie Team, förbättrade Horcoff sin poängskörd säsongen 1997-98 trots att han spelade färre matcher än året innan. Detta ledde till att draftades av Oilers i 1998 års draft. Efter säsongen, 1998-99 förbättrade Horcoff återigen sin poängskörd och namngavs till CCHA All-Academic Team under säsongens slut.
Säsongen 1999-00 spelade Horcoff sista året med Michigan State där han gjorde karriär höga summor i mål, assist och poäng. Tillsammans med en andra CCHA All-Academic Team plats, fick Horcoff ett antal stora utmärkelser, däribland CCHA årets spelare. 
Han var också en finalist för Hobey Baker Award, som ges till den bästa spelaren i collegehockey.
Även vid Michigan State, studerade Horcoff ekonomi och matematik, får sin examen innan hans professionella hockeykarriär tog fart.

### NHL

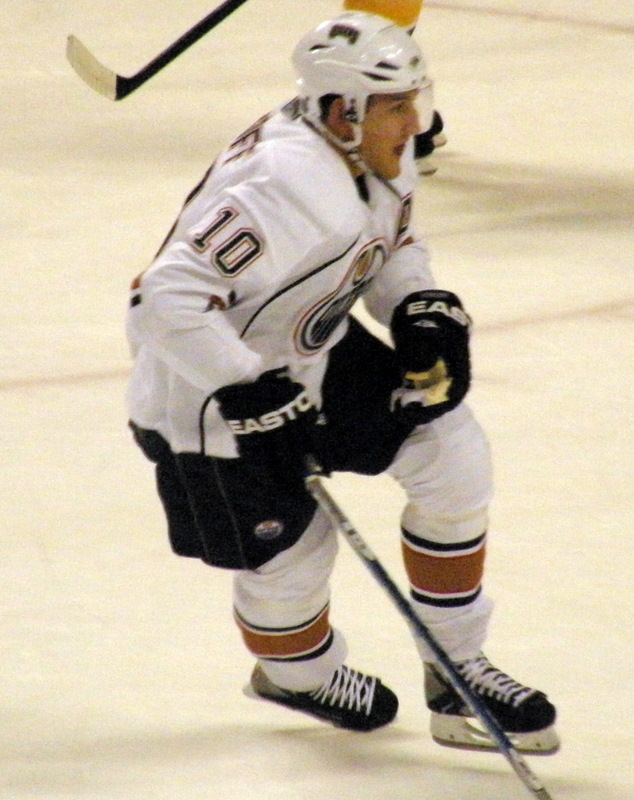
Horcoff under en match 2009

Efter att ha lämnat collegehockeyn misslyckades Horcoff att ta en plats i Edmonton Oilers från träningslägret säsongen 2000-01 och fick därför spela i Oilers AHL-lag Hamilton Bulldogs. Horcoff utmärkte sig i Hamilton och var en lagets bästa spelare och ledde poängligan de matcher han fick spela. Den 4 december 2000 kallade Oilers upp Horcoff och den 13 december Horcoff gjorde sitt första NHL-mål mot Dallas Stars. Horcoff spelade resten av säsongen i NHL och fick under sin första säsong spela fem slutspelsmatcher.

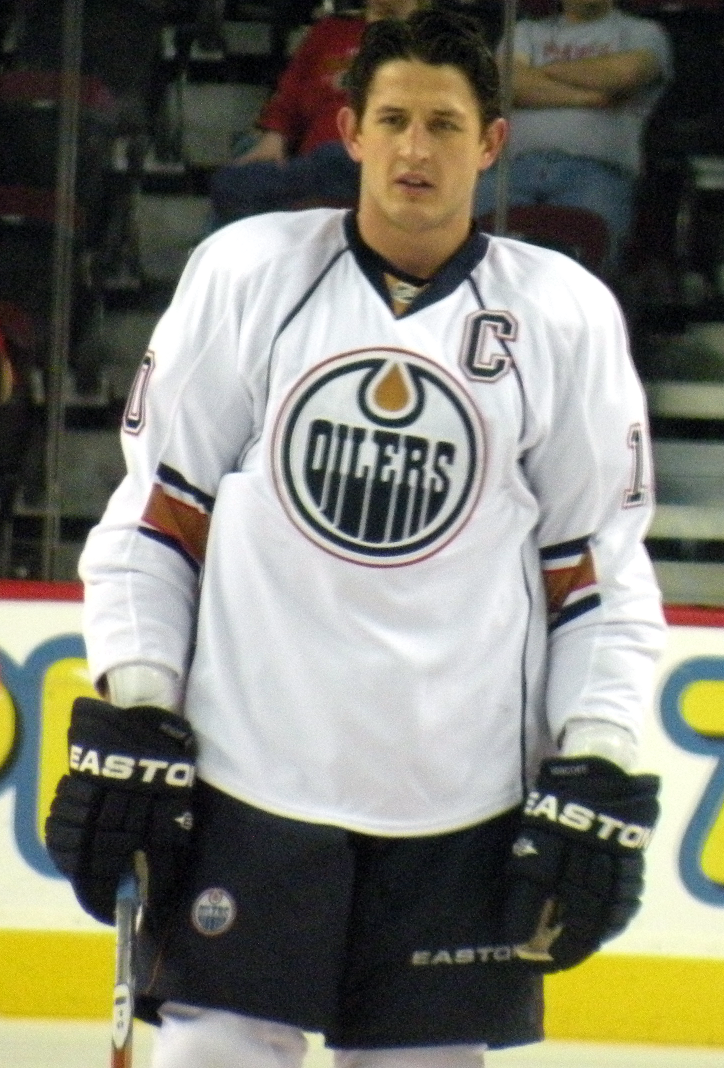
Horcoff med Oilers 2010

Horcoff spelade sin 100:e NHL-match under säsongen 2001-02 och tillbringade större delen av säsongen med Oilers, endast förekom i två matcher med Hamilton. Under nästkommande säsong spelade Horcoff hela året med Edmonton och dök upp i 2003 NHL Youngstars Game. Han var med och spelade 2003 års Stanley Cup-slutspel.
Under NHL-lockouten, sökte Horcoff ut ett lag där han skulle kunna spela mer av en offensiv roll och undertecknade sedan ett kontrakt med Mora IK i dåvarande Elitserien. Denna säsong markerade en vändpunkt i hans karriär där han spelade rollen av en offensiv ledare. Han har också representerat Kanada i ishockey-VM. Efter lockouten återvände Horcoff till NHL säsongen 2005-06 och upplevde ett offensivt genombrott.
Horcoffs första hattrick i NHL kom 10 januari 2006 då han gjorde Oilers alla mål i en 3-1-seger mot Penguins. Samma säsong var Horcoff med och bidrog till att Oilers kom hela vägen till Stanley Cup-finalen men Oilers förlorade dock i den sjunde avgörande finalen till Carolina Hurricanes. Horcoff hade 7 mål och 12 assist i slutspelet 2006.
I juli 2006 skrev Horcoff ett treårskontrakt med Edmonton.
Horcoff har representerat Kanada tre gånger internationellt. Guld 2003 och 2004 och silver 2005 i VM. Under 2008 Horcoff valdes till All-Star Game i Atlanta där han vr den snabbaste åkaren i Skills Competition.
6 oktober 2010 utnämndes Horcoff till kapten för Edmonton. Han blev med detta den 13:e spelare att bära kaptensbindeln i Oilers historia.
3 mars 2011 gjorde Horcoff hans 400:e assist i karriären i en 4-2-seger över Columbus Blue Jackets. Trots 20 poäng under de första 27 matcherna säsongen 2011-12 skapade han endast 14 poäng i sina senaste 54 matcher.
Efter den förkortade säsongen 2012-13 stod det klart den 4 juli 2013 att Horcoff trejdats av Oilers till Dallas Stars i utbyte mot Philip Larsen och ett draftval i 7:e omgången 2016.

## Statistik

### Klubbkarriär
| 1995–96    | Chilliwack Chiefs         | BCHL       | 58   | 49  | 96  | 145 | 44  | 9  | 5  | 19 | 24 | 12 |
| 1996–97    | Michigan State University | CCHA       | 40   | 10  | 13  | 23  | 20  | —  | —  | —  | —  | —  |
| 1997–98    | Michigan State University | CCHA       | 34   | 14  | 13  | 27  | 50  | —  | —  | —  | —  | —  |
| 1998–99    | Michigan State University | CCHA       | 39   | 12  | 25  | 37  | 70  | —  | —  | —  | —  | —  |
| 1999–00    | Michigan State University | CCHA       | 42   | 14  | 51  | 65  | 50  | —  | —  | —  | —  | —  |
| 2000–01    | Hamilton Bulldogs         | AHL        | 24   | 10  | 18  | 28  | 19  | —  | —  | —  | —  | —  |
| 2000–01    | Edmonton Oilers           | NHL        | 49   | 9   | 7   | 16  | 10  | 5  | 0  | 0  | 0  | 0  |
| 2001–02    | Hamilton Bulldogs         | AHL        | 2    | 1   | 2   | 3   | 6   | —  | —  | —  | —  | —  |
| 2001–02    | Edmonton Oilers           | NHL        | 61   | 8   | 14  | 22  | 18  | —  | —  | —  | —  | —  |
| 2002–03    | Edmonton Oilers           | NHL        | 78   | 12  | 21  | 33  | 55  | 6  | 3  | 1  | 4  | 6  |
| 2003–04    | Edmonton Oilers           | NHL        | 80   | 15  | 25  | 40  | 73  | —  | —  | —  | —  | —  |
| 2004–05    | Mora IK                   | SHL        | 50   | 19  | 27  | 46  | 117 | —  | —  | —  | —  | —  |
| 2005–06    | Edmonton Oilers           | NHL        | 79   | 22  | 51  | 73  | 85  | 24 | 7  | 12 | 19 | 12 |
| 2006–07    | Edmonton Oilers           | NHL        | 80   | 16  | 35  | 51  | 56  | —  | —  | —  | —  | —  |
| 2007–08    | Edmonton Oilers           | NHL        | 53   | 21  | 29  | 50  | 30  | —  | —  | —  | —  | —  |
| 2008–09    | Edmonton Oilers           | NHL        | 80   | 17  | 36  | 53  | 39  | —  | —  | —  | —  | —  |
| 2009–10    | Edmonton Oilers           | NHL        | 77   | 13  | 23  | 36  | 51  | —  | —  | —  | —  | —  |
| 2010–11    | Edmonton Oilers           | NHL        | 47   | 9   | 18  | 27  | 46  | —  | —  | —  | —  | —  |
| 2011–12    | Edmonton Oilers           | NHL        | 81   | 13  | 21  | 34  | 24  | —  | —  | —  | —  | —  |
| 2012–13    | Edmonton Oilers           | NHL        | 31   | 7   | 5   | 12  | 24  | —  | —  | —  | —  | —  |
| 2013–14    | Dallas Stars              | NHL        | 77   | 7   | 13  | 20  | 52  | 6  | 1  | 5  | 6  | 5  |
| 2014–15    | Dallas Stars              | NHL        | 76   | 11  | 18  | 29  | 27  | —  | —  | —  | —  | —  |
| 2015–16    | Anaheim Ducks             | NHL        | 59   | 6   | 9   | 15  | 34  | 5  | 0  | 1  | 1  | 2  |
| NHL totalt | NHL totalt                | NHL totalt | 1008 | 186 | 325 | 511 | 624 | 46 | 11 | 19 | 30 | 25 |

### Internationellt
| År            | Lag           | Turnering     | Matcher | Mål | Assist | Poäng | Utv |
| ------------- | ------------- | ------------- | ------- | --- | ------ | ----- | --- |
| 2003          | Kanada        | VM            | 9       | 3   | 4      | 7     | 0   |
| 2004          | Kanada        | VM            | 9       | 3   | 4      | 7     | 8   |
| 2009          | Kanada        | VM            | 9       | 1   | 1      | 2     | 6   |
| Senior totalt | Senior totalt | Senior totalt | 27      | 7   | 9      | 16    | 14  |